# 薛孤
薛孤（?—?），南北朝時代北地区复姓。薛孤是部落名，以部为姓，一作萨孤。

## 名人
- 薛孤延，北齐时代北人，年少時骁果有武力。官至都督加征虏将军，永固县侯。后隶高欢为都督，累官至肆州刺史、加开府仪同三司。
- 薛孤吴仁，唐朝右金吾将军、朔方公。